# Église Saint-Sébald de Nuremberg
L'église Saint-Sébald de Nuremberg (en allemand St. Sebald Kirche ou Sebalduskirche) est une église du Moyen Âge tardif, nommée ainsi d'après un ermite du nom de Sébald qui vivait dans la région de Nuremberg vers le VIIIe siècle. Avec l'église Notre-Dame et l'église Saint-Laurent, elle est l'une des constructions confessionnelles marquantes de la ville. Elle est située sur le chemin menant de la place du marché au château fort, près de l’hôtel de ville. Le mobilier intérieur est remarquable par sa grande richesse. Depuis la réforme, l'église Saint-Sébald est, avec l'église Saint-Laurent, l'une des deux grandes églises protestantes de la ville. Elles sont toutes deux propriété de l'église protestante luthérienne en Bavière.

## Historique

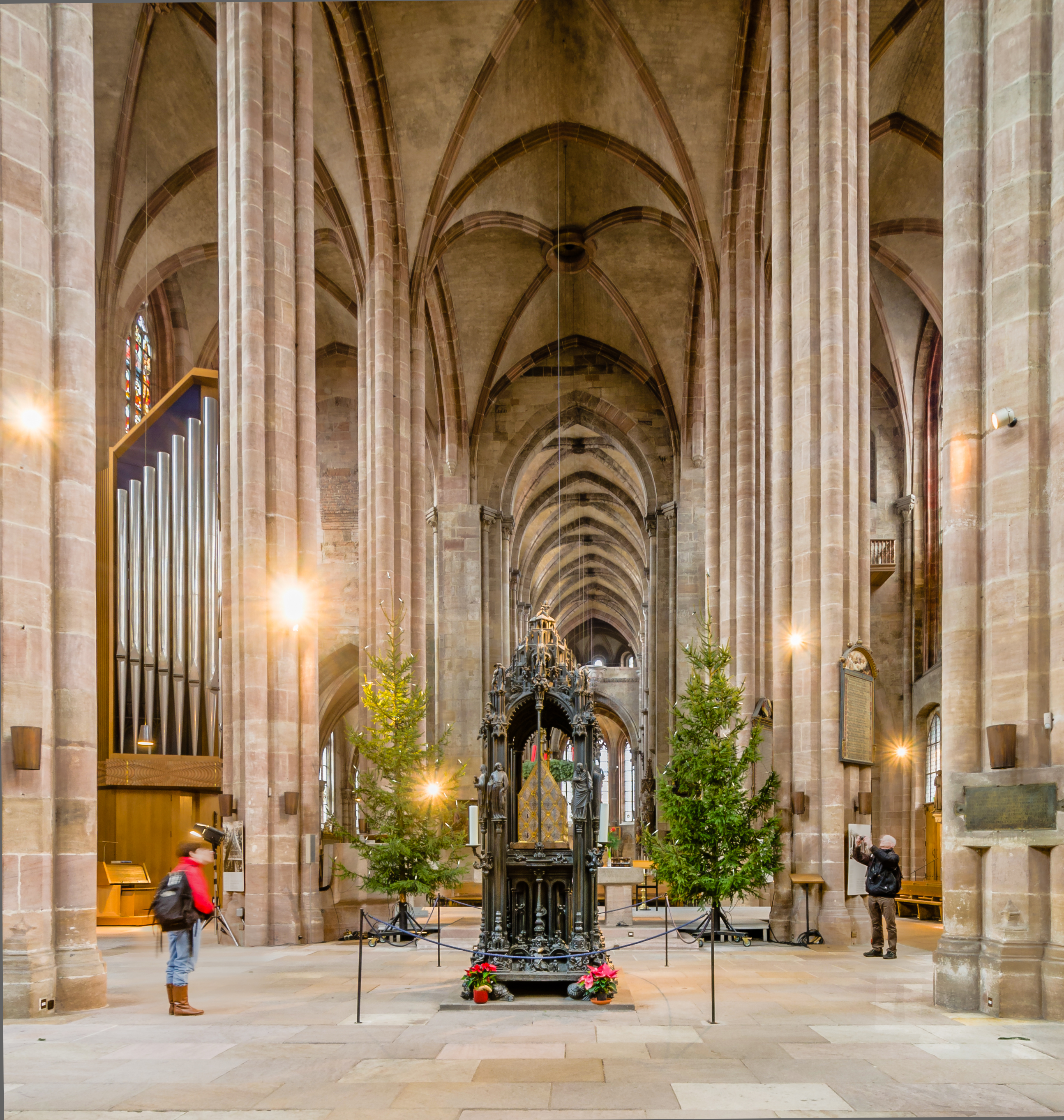
Intérieur de l’église.

L'église Saint-Sébald est la plus anciennes des deux grandes églises paroissiales de Nuremberg, l'autre est l'église Saint-Laurent, sur l’autre côté de la Pegnitz qui traverse la ville. Saint-Sébald est aussi la plus ancienne église de confession évangélique luthérienne de la ville, réformée en 1525. La proximité de l’ancien hôtel de ville en a fait l'église de la municipalité de la ville, et donc de ses familles patriciennes. De plus, le patron de la ville, saint Sébald, a son tombeau dans l'église. Tout ceci fait qu'elle a bénéficié de nombreux dons qui se reflètent dans la richesse de sa décoration.
À la place de l’église actuelle se trouvait une église dédiée à saint Pierre, probablement du XIIe siècle, et dont on a pu dégager une crypte à deux nefs. La construction de l'église actuelle débute en 1225. Elle est consacrée église paroissiale en 1255, et achevée dans sa première forme en 1273. Elle est alors une basilique romane à double chœur. Elle suit le modèle de la cathédrale Saint-Pierre-et-Saint-Georges de Bamberg qui, comme elle, possède deux chœurs, deux façades munies de tours avec une abside polygonale. Ainsi, malgré la conception gothique de l'intérieur, l'église montre des éléments du style roman. 
Rapidement, l'église est modifiée. Les travaux commencent en 1309 par la suppression des nefs latérales et un élargissement des ailes; les murs sont surélevés, puis le chancel est construit en style gothique tardif, entre 1358 et 1379. Durant la période d'activité de Peter Parler entre 1361 et 1372, le chœur Est, au-dessus du tombeau de saint Sébald, est transformé en un chœur très haut avec déambulatoire circulaire, où la structure d'église-halle est respectée en ce sens que les voûtes ont toutes presque la même hauteur, selon l'architecture de cette époque. La même conception se retrouve dans l'église Notre-Dame de Nuremberg ou la chapelle Wenceslas de la cathédrale Saint-Guy de Prague. C'est durant cette époque que l'église a changé de patron, passant de saint Pierre à saint Sébald.

Modélisation de l'évolution de l'église, depuis sa forme romane à la forme gothique
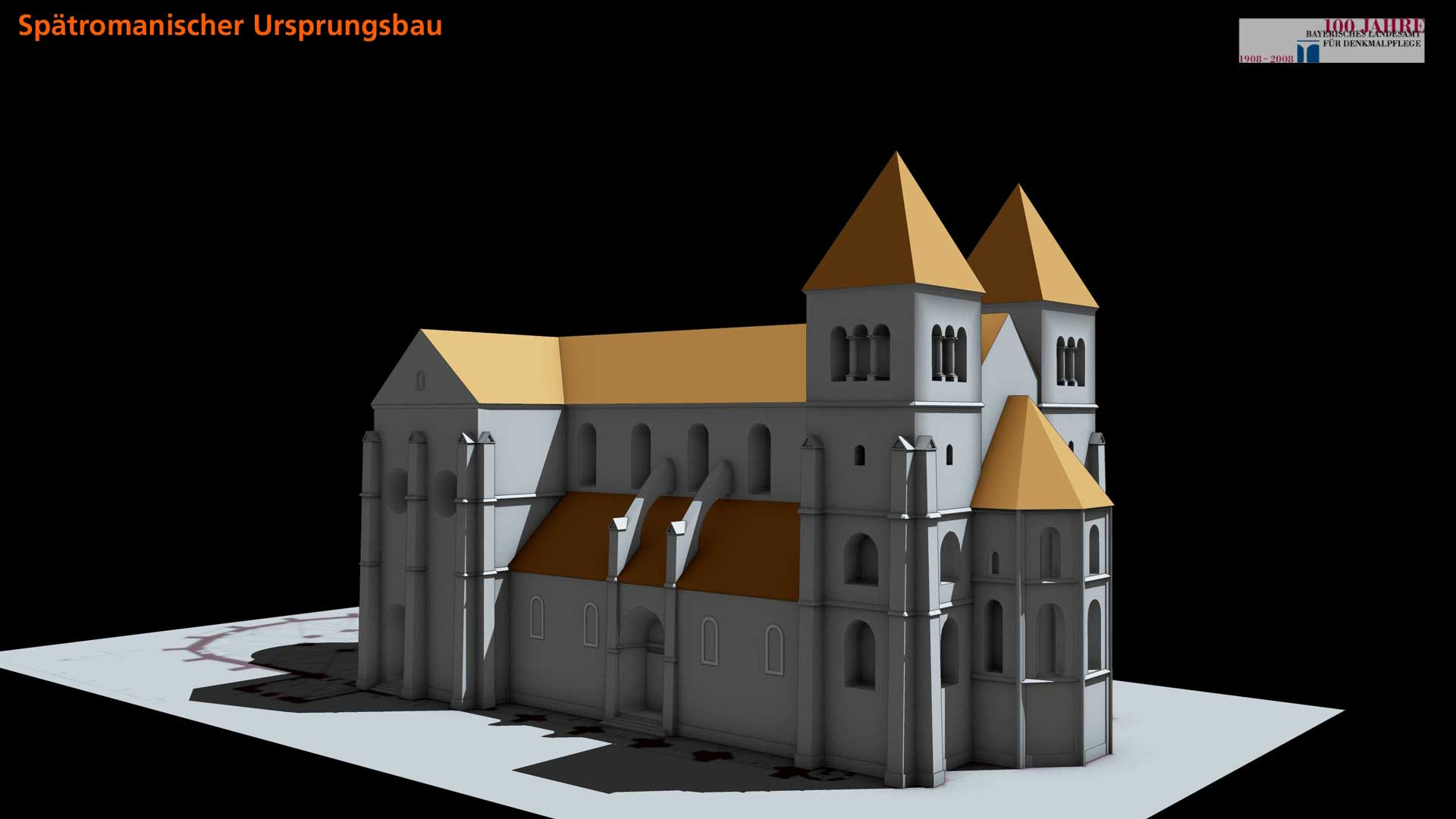
Église romane.
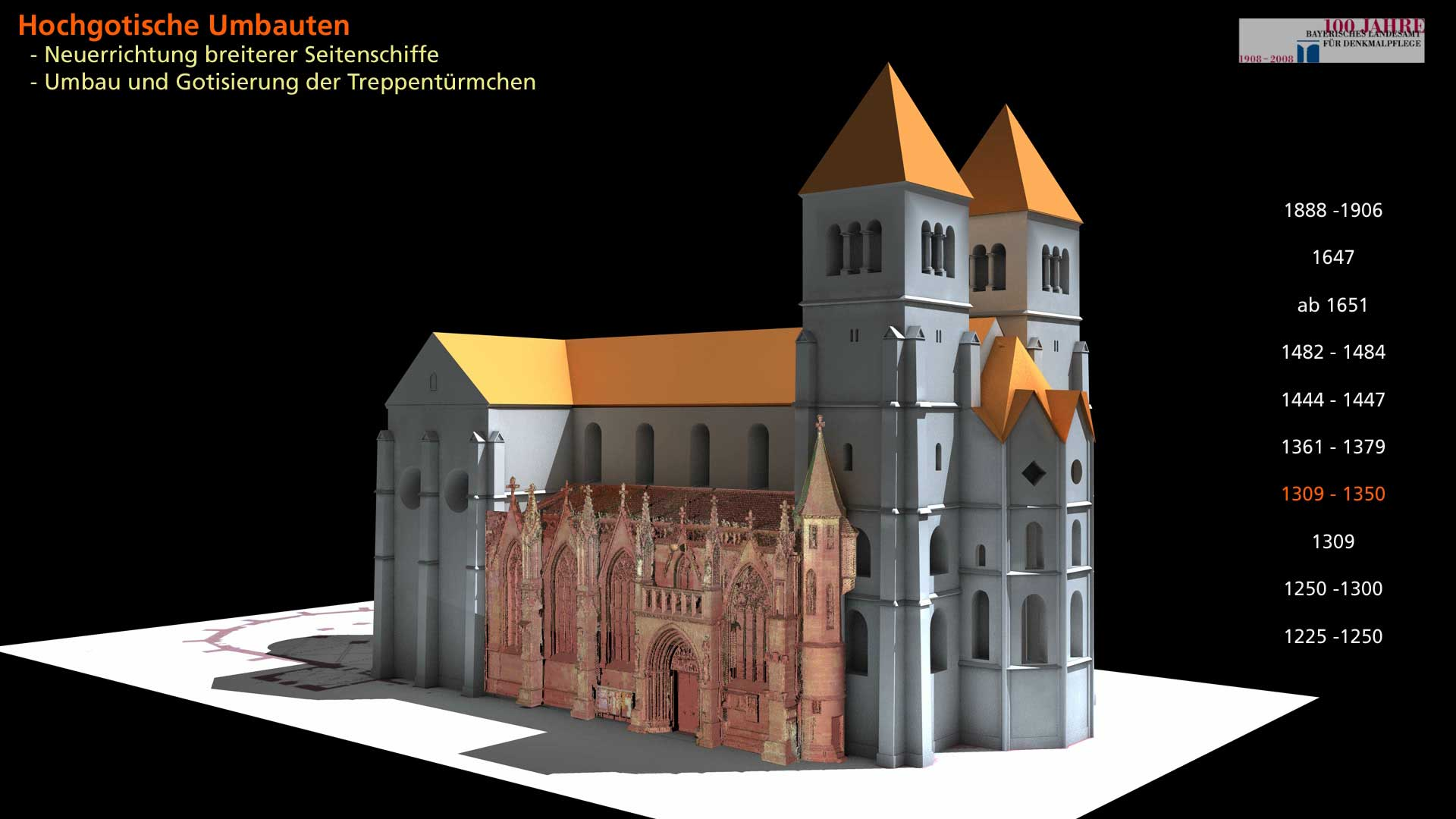
Première église gothique.
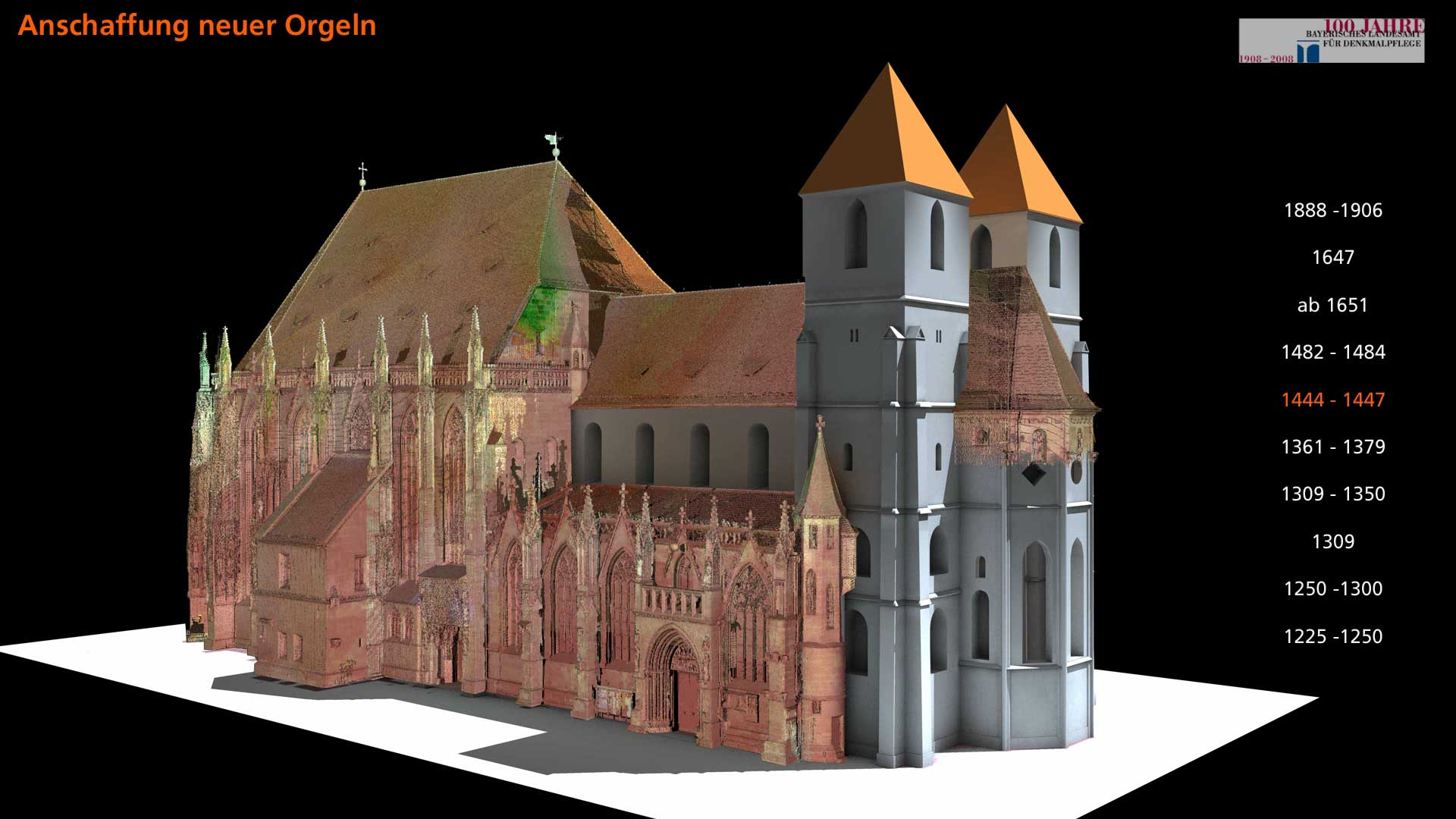
Église gothique tardive avec le chœur Est ajouté.
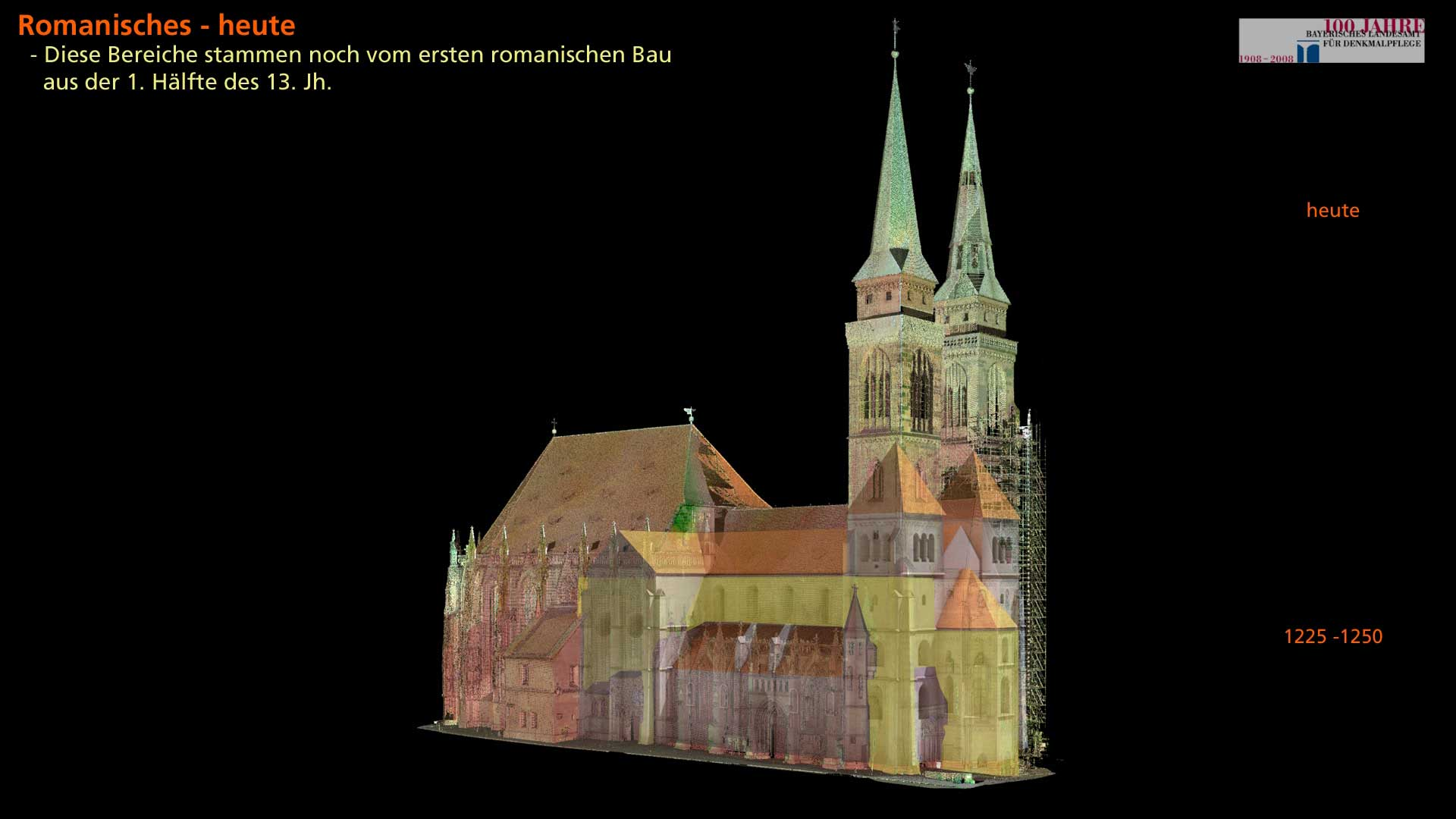
Église en 2010.

Les deux tours sont ajoutées au XVe siècle. Au milieu du XVIIe siècle des galeries baroques sont ajoutées, et l'intérieur est remodelé en style baroque.
Le bâtiment de l'église est gravement endommagé pendant les bombardements de Nuremberg durant la Seconde Guerre mondiale. L'église est reconstruite à la fin de la guerre, et certains objets du mobilier, comme le tombeau de saint Sébalid et les œuvres de Veit Stoss, ainsi que les vitraux mis à l'abri sont réinstallés. De nouvelles cloches sont consacrées en 1952. La consécration de l'église restaurée a lieu en 1957 en présence de Theodor Heuss, alors président de l'Allemagne fédérale.

## Architecture

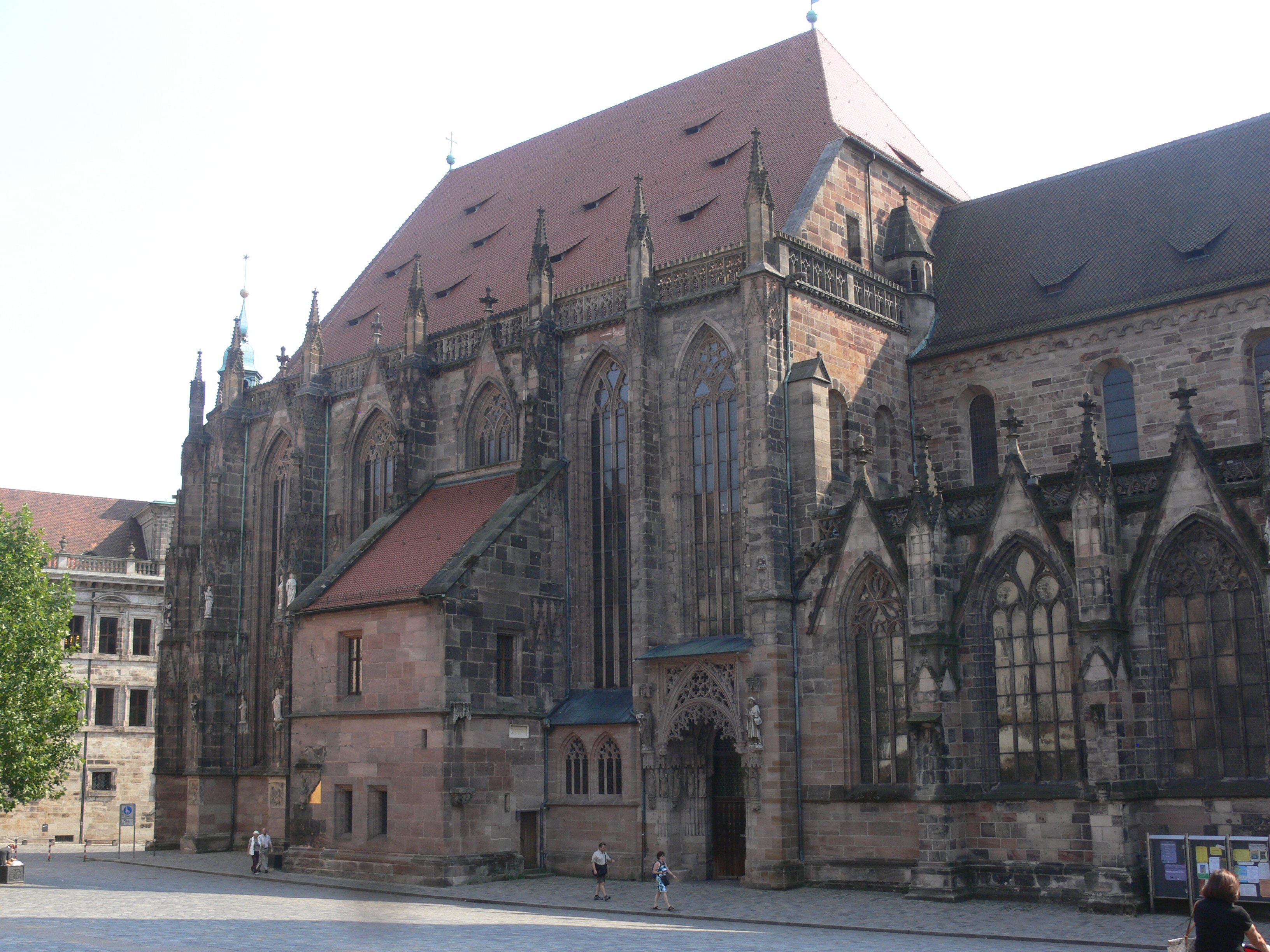
La nef possède une structure basilicale.

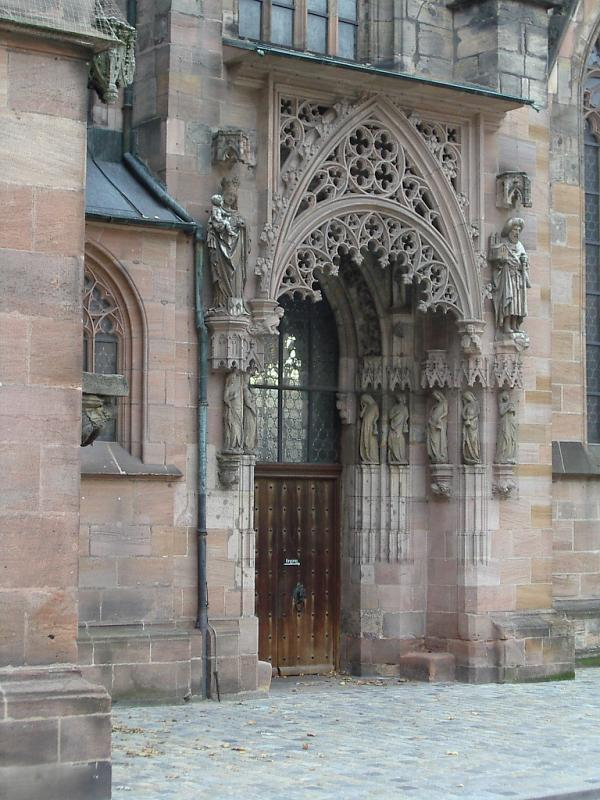
Brautpforte ou portail des fiancés.

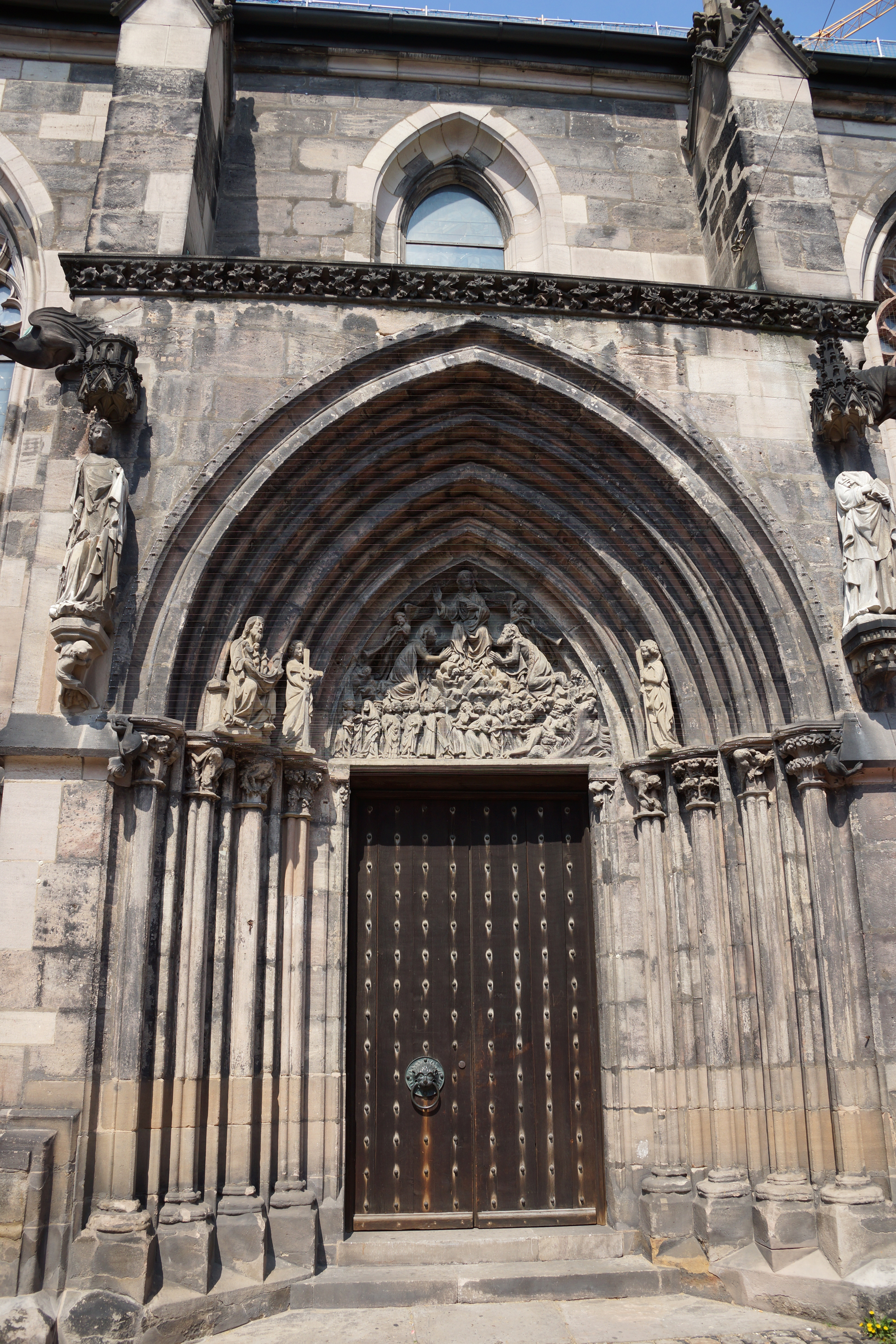
Weltgerichtspforte ou portail du Jugement Dernier.

L'église de Saint-Sébald se présente comme un grand bâtiment composite qui préserve des caractères romans dans le chœur occidental aux deux tours élancées, avec les caractéristiques typiques du massif occidental; et des formes du gothique tardif dans le splendide chœur oriental, soutenu par de puissants piliers, avec des grandes fenêtres à lancettes garnies de vitraux. Comme elle possède deux chœurs, les entrées se font principalement par les façades latérales. Le chœur Ouest est flanqué de deux petites portes, au nord la porte Heiber, nommée d'après le sculpteur nurembergeois Heinz Heiber (1928–2003) qui a créé, dans un acre roman, un tympan et une porte contemporaine entre 1988 et 1991, et au sud la porte Sainte-Hélène, dont le tympan créé en 1506 par Adam Kraft relate la découverte de la Vraie Croix par Hélène, mère de l'empereur Constantin, dans les circonstances décrites dans la Légende dorée.
Sur la façade méridionale s'ouvrent deux portails, au centre le  Dreikönigspforte , portail des rois mages, avec leurs statues, et celle de la  Vierge , de 1350 et à l'ouest le Weltgerichtspforte, portail du Jugement Dernier, dont le tympan remonte à 1309. Le tympan présente la scène du Jugement Dernier, où l'on distingue à gauche les heureux élus, et à droite la gueule du dragon des enfers qui avale les damnés, conduits par le diable. On reconnaît à son chapeau pointu dans le premier un juif habillé à la mode de l'époque. Des deux côtés, on trouve des princes, nobles dames et prélats.
Sur la façade septentrionale se trouvent deux autres beaux portails :
Le Marienpforte, portail de Marie, de 1320 environ, dont le tympan comporte des scènes de la vie de Marie. La partie supérieure montre un Couronnement de la Vierge. La partie inférieure comporte à gauche une Mort de Marie. Marie est sur son lit de mort, entourée des apôtres. Plus loin le cercueil transportant Marie. De nombreux aveugles représentent les juifs non convertis, parmi lesquels le grand-prêtre qui, d'après la Légende dorée voulait s'approprier le cercueil.
Le Brautpforte, le portail des fiancés, avec deux fois cinq statues des Vierges sages et Vierges folles, réalisé en 1320-1330. La dentelle de pierre devant le portail a été ajoutée vers 1360 lors de la construction du chœur Est, et elle masque le Christ bénissant au-dessus de la porte d'entrée. Deux autres statues encadrent le portail : un Vierge à l'Enfant à gauche, et un saint Sébald en pèlerin portant son église à droite, plus tardives. Le portail des fiancés est le nom d'un portail, généralement couvert, sur le côté Nord d'une église où avait lieu, avant l'introduction du rituel actuel du mariage dans l’église même par le concile de Trente, la cérémonie du mariage. Les fiancés, mariés devant cette porte, entrent ensuite ensemble dans l'église pour assister à un service religieux. Le portail de Saint-Sébald, richement décoré, et situé sur la façade Nord, date du XIVe siècle.

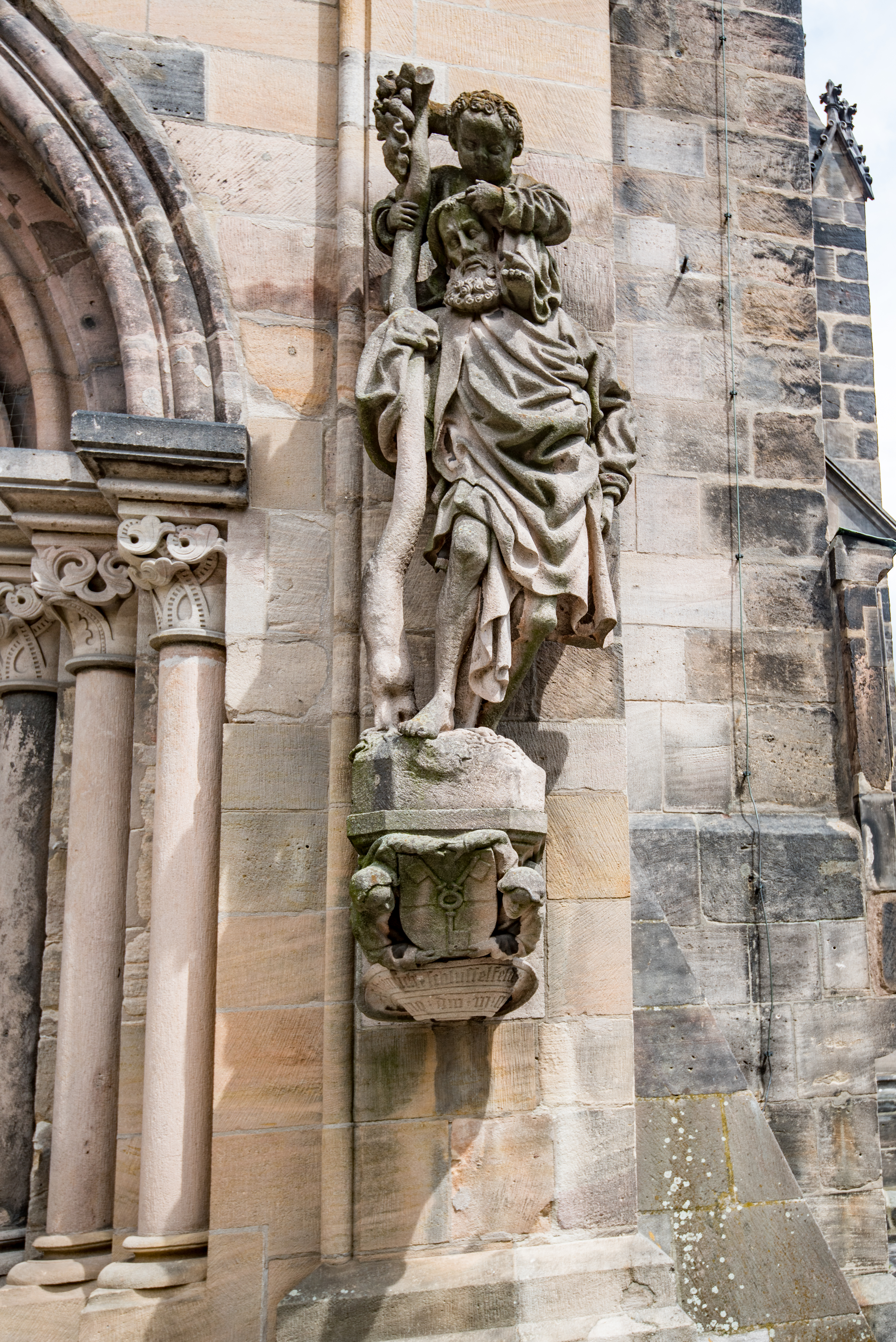
Saint Christophe.

À l'extérieur se trouvent également plusieurs œuvres importantes, comme une épitaphe créée par Adam Kraft en 1492, appelée la Schreyer-Landauer Epitaph, d'après les commanditaires Sebald Schreyer et Matthäus Landauer, deux représentants des familles Schreyer et Landauer. Trois hauts-reliefs en grès décrivent à gauche le Christ portant la croix, au milieu d'une foule de badauds, au centre la mise au tombeau, avec les trois femmes, l'apôtre Jean, Nicodème et Joseph d'Arimathie et à droite la Résurrection du Christ. Sur le bord droit il y a deux personnages portant des instruments de torture qui, dans la tradition chrétienne du Moyen Âge, représentaient les armes avec lesquels le Christ a vaincu la mort. Ce deux personnages sont parfois assimilés à Sebald Schreyer et Adam Kraft, sans qu'il y ait de preuve précise.
Une statue monumentale de Christophe offerte par la famille Schlüsselfelder, dont l'original datant du XVe siècle est au Germanisches Nationalmuseum. Le nom de « Schlüsselfelder » est indiqué sous le piédestal avec le blason comportant trois clés (« clé » se dit « Schlüssel » en allemand), porté par deux angelots. La statue se trouve à l’angle de la façade Ouest et du mur Sud.

## Mobilier et statuaire
L'église Saint-Sébald contient un mobilier important constitué principalement de dons des familles patriciennes nurembergeoises.

### Tombeau de saint Sébald

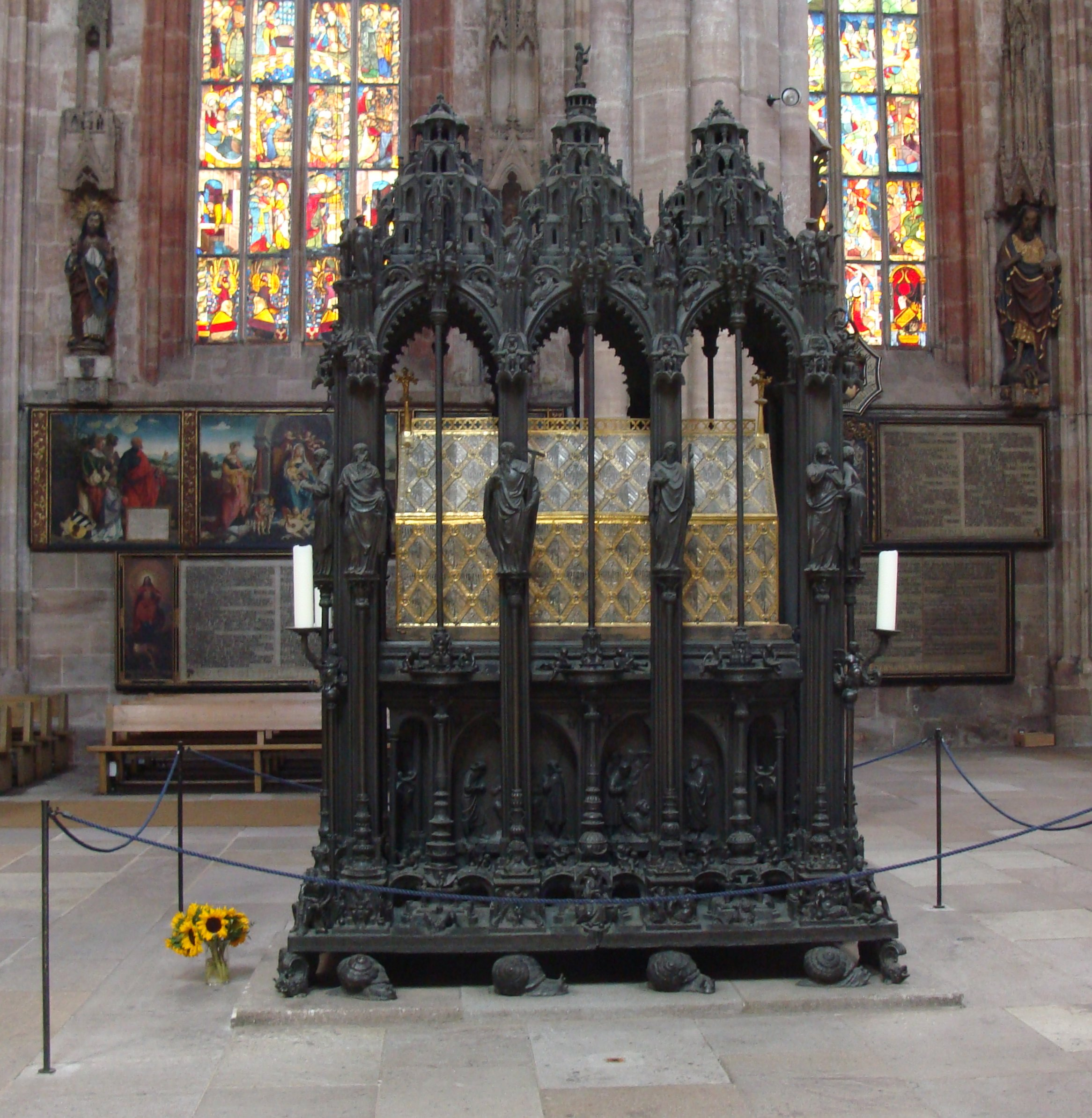
Tombeau de saint Sébald

L'œuvre la plus imposante de l'époque précédant la réforme est sans doute le monument funéraire de saint Sébald, le patron de la ville. Jusqu'au XIVe siècle, les reliques de saint Sébald était conservées dans une châsse en argent. Vers la fin du XIVe siècle, la décision est prise de faire construire un habitacle qui abriterait la châsse.
La structure externe du tombeau est fondue en bronze par Peter Vischer l'Ancien en 1508–1519 en collaboration avec ses fils Pierre le Jeune et Hermann. De nombreuses figures décorent le monument, notamment des scènes de la vita de saint Sébald, des tritons et satyres, une représentation de Pégase, et une femme se regardant dans une glace, symbole de la vanité. Ces figures s'inspirent de dessins de Jacopo de' Barbari qui était pendant trois ans peintre de cour à Nuremberg de l'empereur Maximilien Ier. Le symbole de la vanité fait là son entrée das l'iconographie allemande. Le tombeau de saint Sébald est considéré comme un des premiers exemples de l'acceptation des formes de la Renaissance italienne au nord des Alpes.

### Épitaphes et tableaux

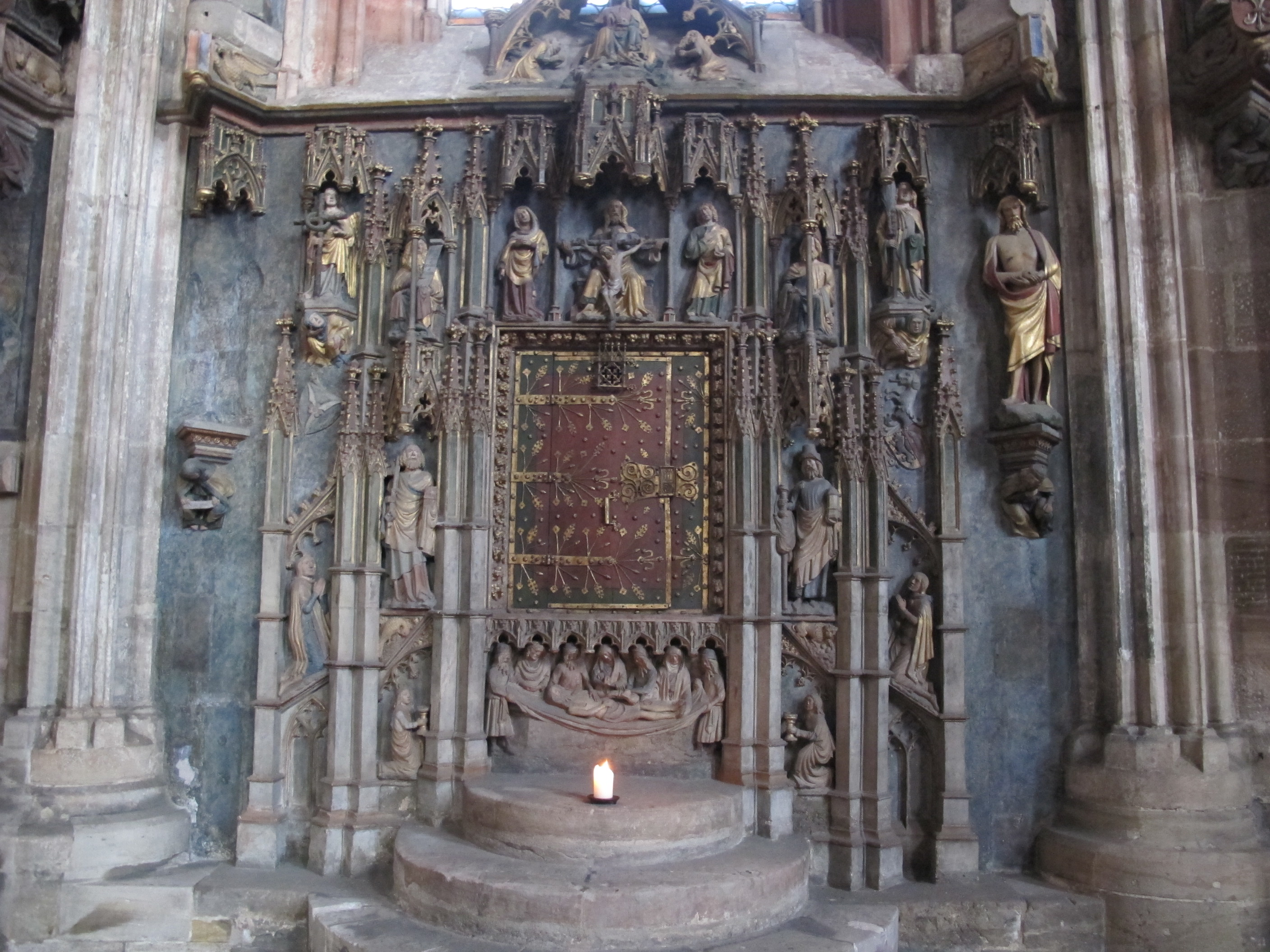
Ciborium polychrome.

De nombreuses autres épitaphes de familles patriciennes de Nuremberg se trouvent dans l'église, comme celui de la famille Tucher, sur le mur Nord du chœur Est.
- Christ bénissant. Un tableau remarquable près de la plaque commémorative de la famille Kreß, toujours dans le chœur Est. Le tableau est une copie très proche du Salvator Mundi d'Albrecht Dürer actuellement au Metropolitan Museum of Art de New York et montre aussi des similitudes avec un Christ bénissant de Jacopo de' Barbari.
- Christ portant la croix, sur le deuxième pilier à droite dans la nef centrale, une œuvre de 1506 par Adam Kraft.
- Crucifixe. Situé dans la voûte devant le maître-autel, cette sculpture, connue aussi sous le nom de crucifix de douleur, est exécutée entre 1507 et 1520 par Veit Stoß.
- Épitaphe de Tucher. Dans le déambulatoire, il a été créé en 1513 pour Lorenz Tucher, décédé en 1503, par Hans von Kulmbach, de son vrai nom Hans Süss. Le peintre a pu apprendre son métier en partie auprès du peintre vénitien Jacopo de' Barbari lors de son séjour à Nuremberg. Sur le panneau central figure une Vierge en majesté avec l'enfant Jésus, entourée de sainte Catherine d'Alexandrie et de sainte Barbe, dans un vaste paysage. Cinq anges musiciens se trouvent à l’avant. Le style se rapproche de la peinture vénitienne et les anges rappellent ceux de La Vierge de la fête du rosaire de Dürer peinte en 1506 pendant son séjour à Venise[2].
- Haut-relief de la Passion, dans le déambulatoire, œuvre de Veit Stoß de 1499.
- Statue de l'apôtre André, dans le déambulatoire, créée par le sculpteur Veit Stoß vers 1507, dans le mémorial offert par la famille Volckamer. L'épitaphe Volckamer elle-même, composée de trois panneau en haut-relief de Veit Stoß date de 1499 environ. Le premier panneau est une Cène, le panneau central le jardin de Gethsémani, la dernière l'arrestation du Christ. On y voit représenté, de façon mouvementée, le baiser de Judas et le Christ, dont la tête est surmontée, en forme d'auréole, par la corde du soldat venu l’arrêter, alors qu'un autre empoigne ses cheveux.
- Ciborium polychrome, dans le déambulatoire, à gauche de l'autel de saint Pierre. Bel exemple de décoration sculptée gothique exécutée entre 1375 et 1379. Les statues représentent Pierre (avec la clé) et Sébald (en pèlerin portant son église). En bas, une mise au tombeau de Jésus rappelle que les hosties sont une incarnation du corps du Christ. Pendant la guerre, le ciborium était muré, et il est resté intact.
- Retable de saint Pierre (Petersaltar). Ce retable date de 1477; il est placé sur la table du maître-autel. Les sculptures proviennent de l'atelier du « maître du retable de Zwickau », les panneaux latéraux sont de l’entourage de l'atelier de Michael Wolgemut. On reconnaît Pierre aux clés tenues par les deux anges à ses côtés. Les deux anges au-dessus de Pierre ont perdu leurs mains qui tenaient une tiare. Celle-ci a été enlevée en 1525 lorsque Nuremberg est devenue luthérienne. On sait que le retable est un don d'un certain Nikolaus Topler[1].

D'autres œuvres sont une Strahlenkranzmadonna, une Vierge à l'Enfant dans une mandorle formant une couronne de rayons dorés, en bois de poirier, datant de 1438 et dont l'auteur est inconnu

### Vitraux

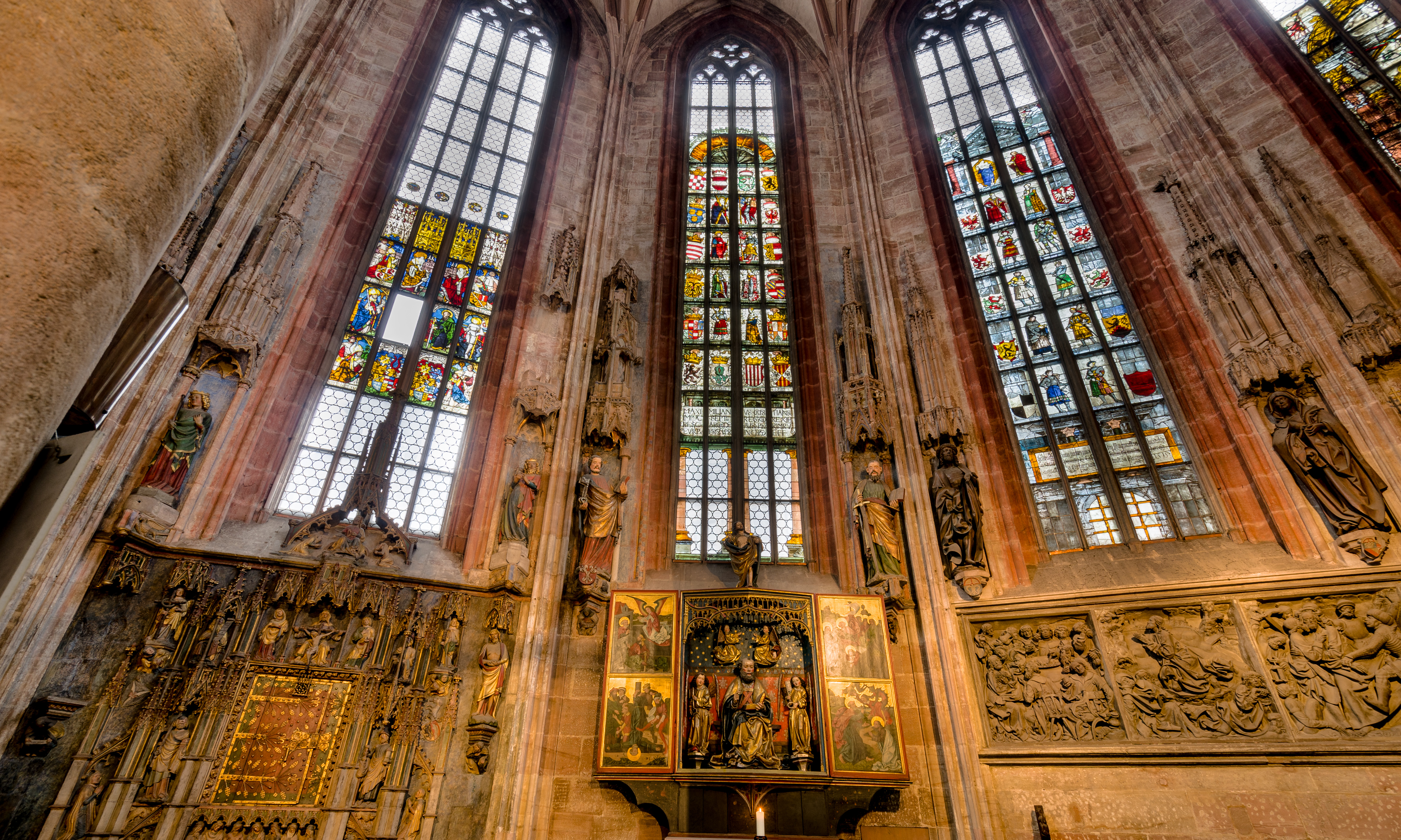
Fenêtre de l'empereur au-dessus du retable de saint Pierre. À gauche du retable le ciborium.

Dans le chœur-halle, un ensemble de vitraux, dons des membres du conseil municipal, sont conservés. Les vitraux centraux datent du XVIe siècle ont été réalisés par le peintre vitrier Veit Hirschvogel d'après des cartons d'Albrecht Dürer et Hans von Kulmbach. Les autres remontent à 1379.
- Kaiserfenster. Situé juste derrière le maître-autel de saint Pierre. Créé entre la fin du XIVe siècle et le début du XVIIe siècle, ce vitrail impérial et les autres vitraux constituent l'un des plus importants cycles de peintures sur verre en Allemagne. Zwischen dem späten 14. und dem frühen 17. Jahrhundert entstand im Ostchor eine der bedeutendsten Glasmalereizyklen in Deutschland. Les trois institutions dirigeantes de Nuremberg avaient chacune une place de choix : au centre la fenêtre impériale, au nord la fenêtre de l'évêque de Bamberg, au sud celle du margrave de la maison de Hohenzollern[1].
- Grundherrfenster. Vitrail offert par Michael Grundherr entre 1379 et 1388. Façade Nord. Entouré de divers apôtres, on voit des scènes de la légende de Marie : le refus de l'offrande de Joachim, père de Marie, l'annonciation de la future naissance de Marie à Joachim, et à Anne, mère de Marie, et la rencontre d'Anne et de Joachim à la Porte Dorée, enfin la naissance de Marie et la présentation de Marie au temple.
- Imhoff (de)-Fenster. Bien plus tardif, datant du début du XVIIe siècle, un vitrail sur le côté opposé, offert par la famille Imhoff (de) et qui remplace un vitrail antérieur. De style Renaissance, il comporte des blasons, des ornements divers, et deux personnages féminin représentant l'amour (caritas) et la foi (fides). Le vitrail est réalisé par l'atelier zurichois de Jakob Sprüngli[1].

## Orgue

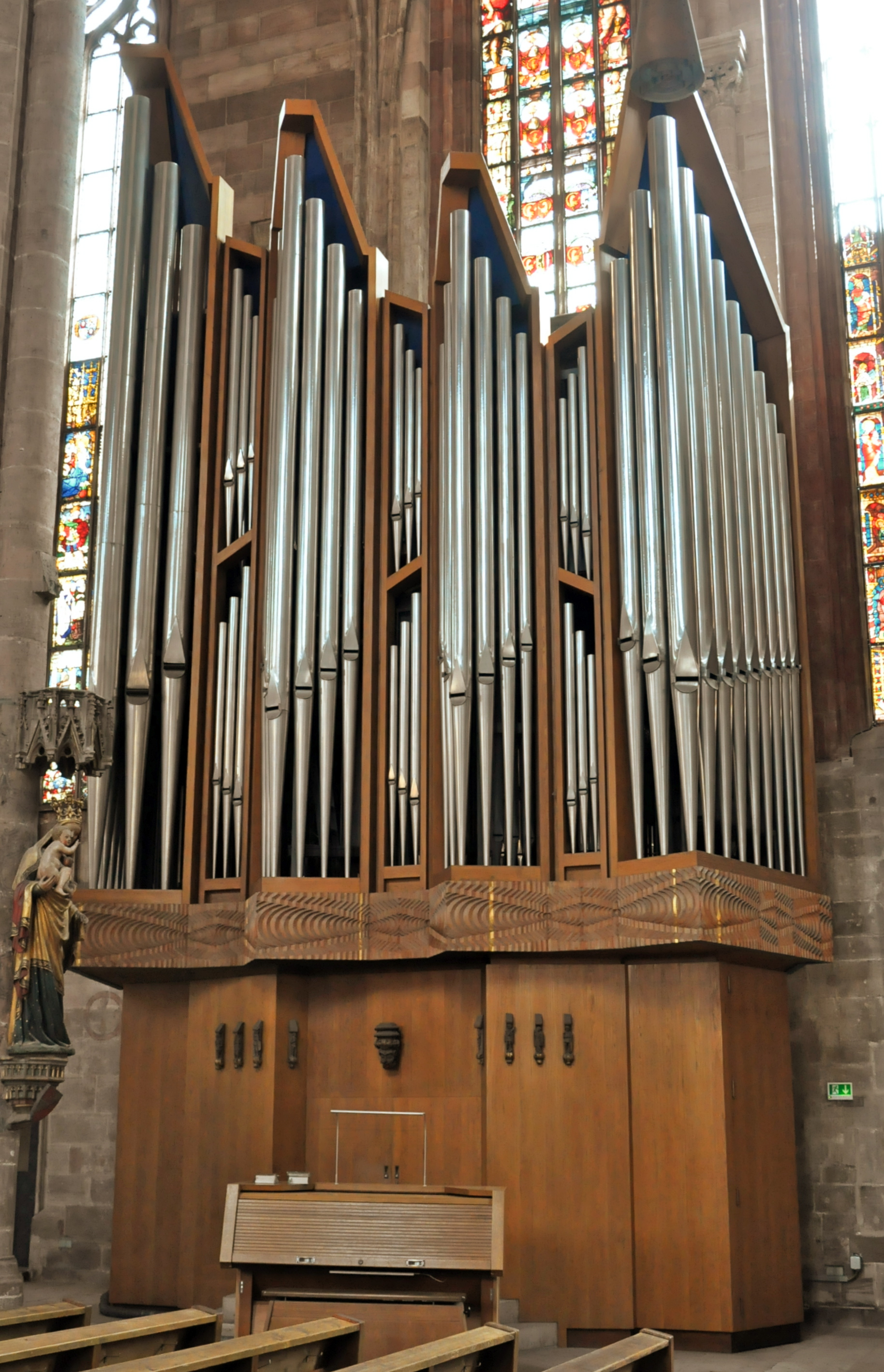
Orgue de 1976.

L'orgue de Nuremberg a une longue histoire qui remonte au XVe siècle. Quelques restes de maçonnerie dans un triforium du mur Sud de la nef centrale sont des indications possibles de l'existence d'un orgue de l'époque romane de l’église. Est attestée la construction, dans les années 1440-1443, d'un grand orgue par le fabricant d'orgues de Mayence Heinrich Traxdorf, qui a aussi construit deux petits orgues pour l'église Notre-Dame. Friedrich Krebs a construit un petit orgue en 1471 et restauré le grand orgue de Traxdorf en 1481. L'orgue de Traxdorf, qui était placé au mur Sud dans le chœur Est a été complètement détruit pendant la guerre. Il était alors le buffet d'orgue le plus ancien au monde. Deux figurines et un Rohraffe sont les seuls vestiges, incorporés dans le buffet moderne.
L'orgue détruit pendant la guerre, du facteur d'orgue nurembergeois Johannes Strebel (de) datait de 1906 et avait deux claviers et un pédalier. En 1947, un orgue provisoire est installé, et après la reconstruction du mur Sud, cet orgue est étendu. L'orgue actuel est installé à la même place en 1975-1976 par le facteur Willi Peter (de) de Cologne. L'orgue principal possède 71 registres, et a trois claviers et un pédalier. Un autre orgue, mobile, a 12 registres, un clavier et un pédalier. Les deux orgues sont équipés de commandes électroniques modernes.
La position d'organiste de Saint-Sébald était importante, et le poste a été occupé par des compositeurs parfois connus. En général, un organiste occupait l’emploi jusqu'à sa mort. Parmi les organistes, il y avait
- 1446-1450: Conrad Paumann, parti pour Munich
- 1567-1571: Hans Haiden
- 1596-1616: Hans Christoph Haiden (démis pour faute grave)
- 1616-1618: Kaspar Hassler
- 1618-1634: Johann Staden
- 1634-1658: Valentin Dretzel
- 1658-1686: Paul Hainlein
- 1686-1695: Georg Caspar Wecker
- 1695-1706: Johann Pachelbel
- 1706-1719: J.S. Richter
- 1719-1764: Wilhelm Hieronymus Pachelbel (le fils de Johann)
- 1764-1775: Cornelius Heinrich Dretzel
- 1969-1991: Werner Jacob

## Cloches
Les quatre cloches sont réparties sur les deux tours; la grosse cloche est seule dans la tour Sud. Les sons sont accordés à ceux des cloches de l'église Saint-Laurent. Les cloches 1, 2 et 4 remplacent les cloches correspondantes détruites en 1945, et leurs inscriptions en font état. La cloche numéro 3 rappelle, dans son inscription, la reconstruction de l'église. Les quatre cloches proviennent de la fonderie Bachert (de) de Karlsruhe.

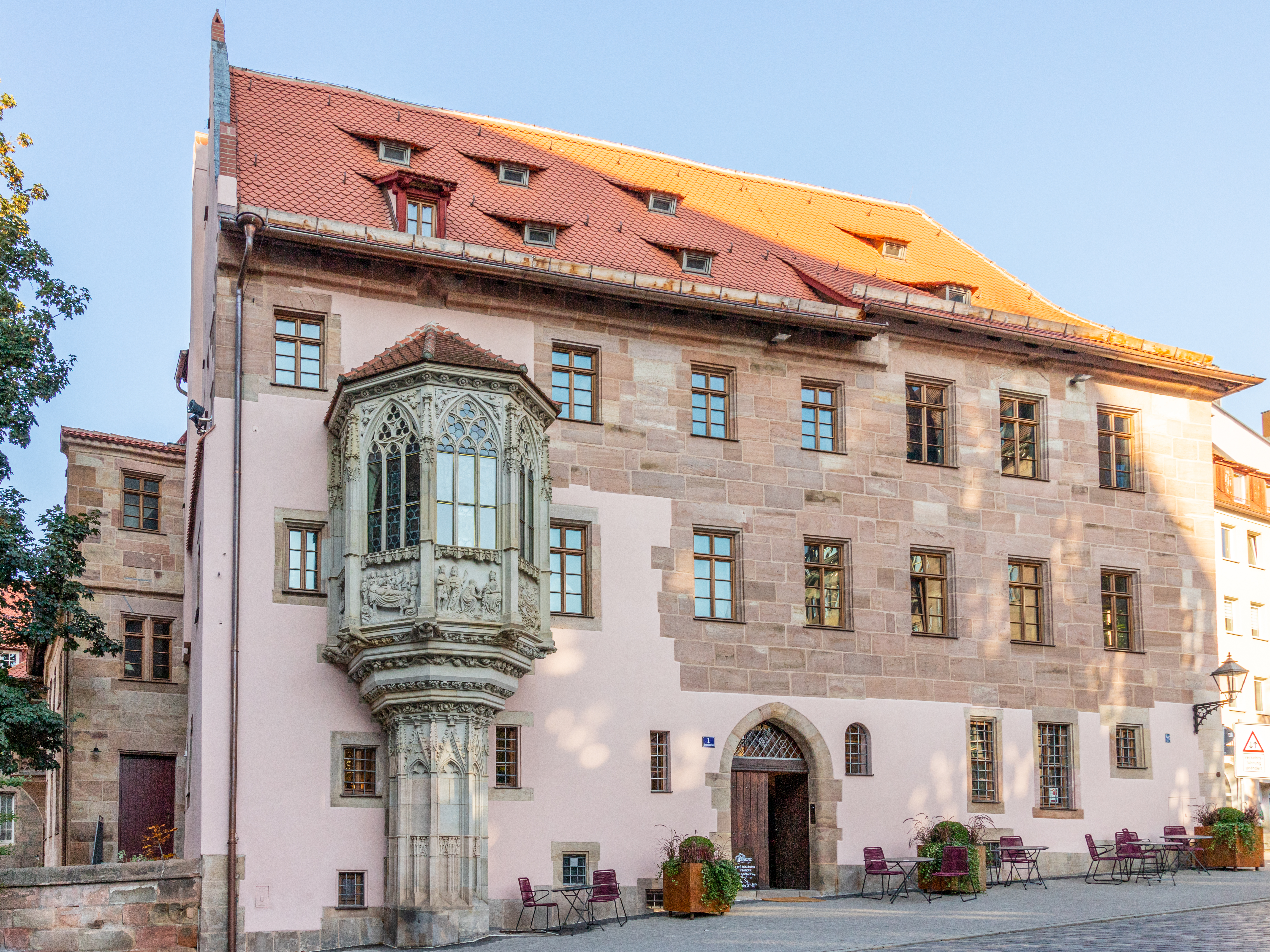
Presbytère avec l'encorbellement du « Chörlein ».

## Presbytère
Le presbytère à côté de l'église a été construit, pour l'essentiel, entre 1361 et 1379. Ici habitait le clergé de saint Sébald, les prédicateurs, diacres, administrateurs et les employés. Une permanence assurée par roulement hebdomadaire dans un local appelé « Wöchnerstube » (« chambre de la semaine ») était prévue pour administrer la dernière onction aux mourants. La salle capitulaire servait de réfectoire et de salle de réunion. L'abside, orientée vers l'est, de la chapelle du presbytère est le célèbre « Chörlein » (« petit chœur »). Sur place est installée une copie des années 1898-1902; l'original gothique est conservé au Germanisches Nationalmuseum.

## Photographies anciennes

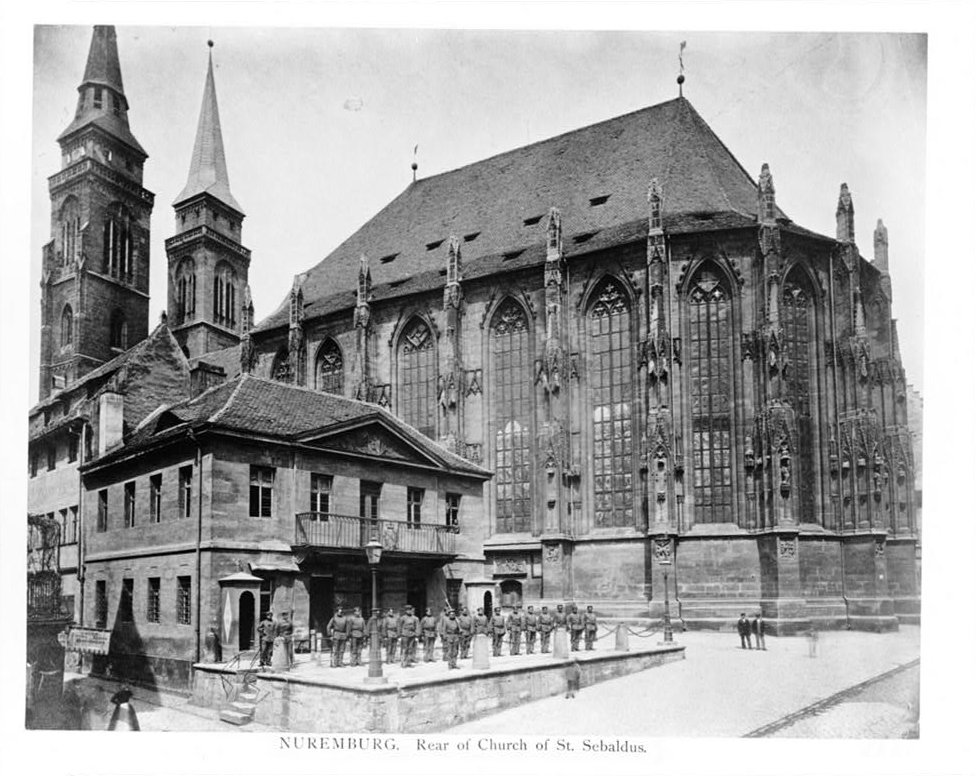
Église vue du sud-est (entre 1860 et 1890).
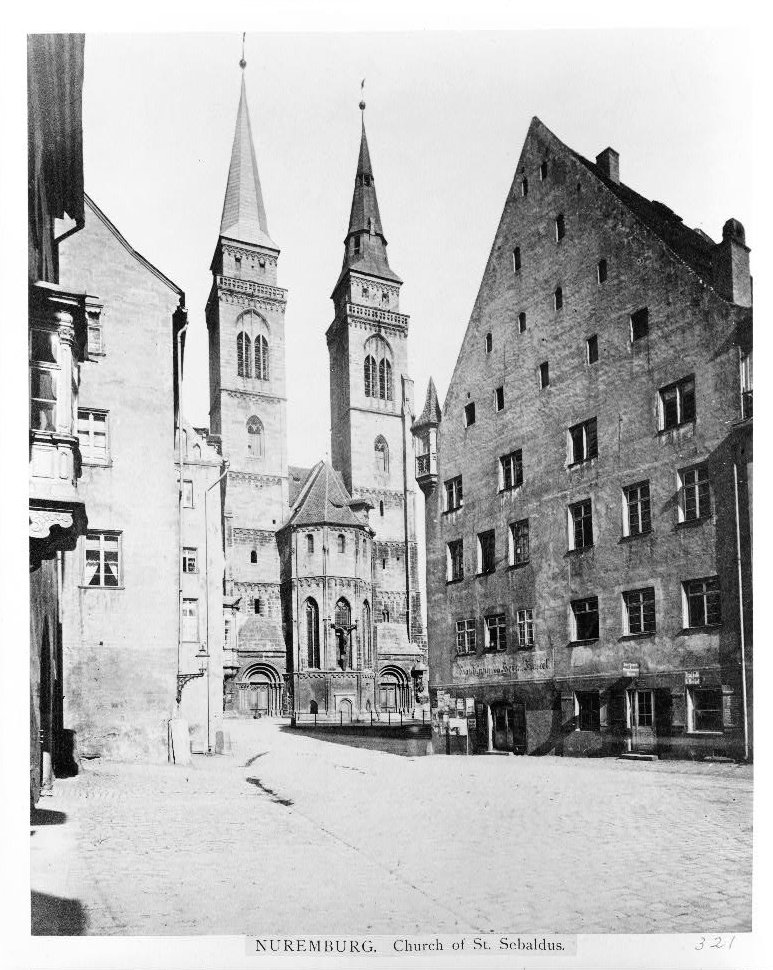
Façade ouest de l'église (entre 1860 et 1890).
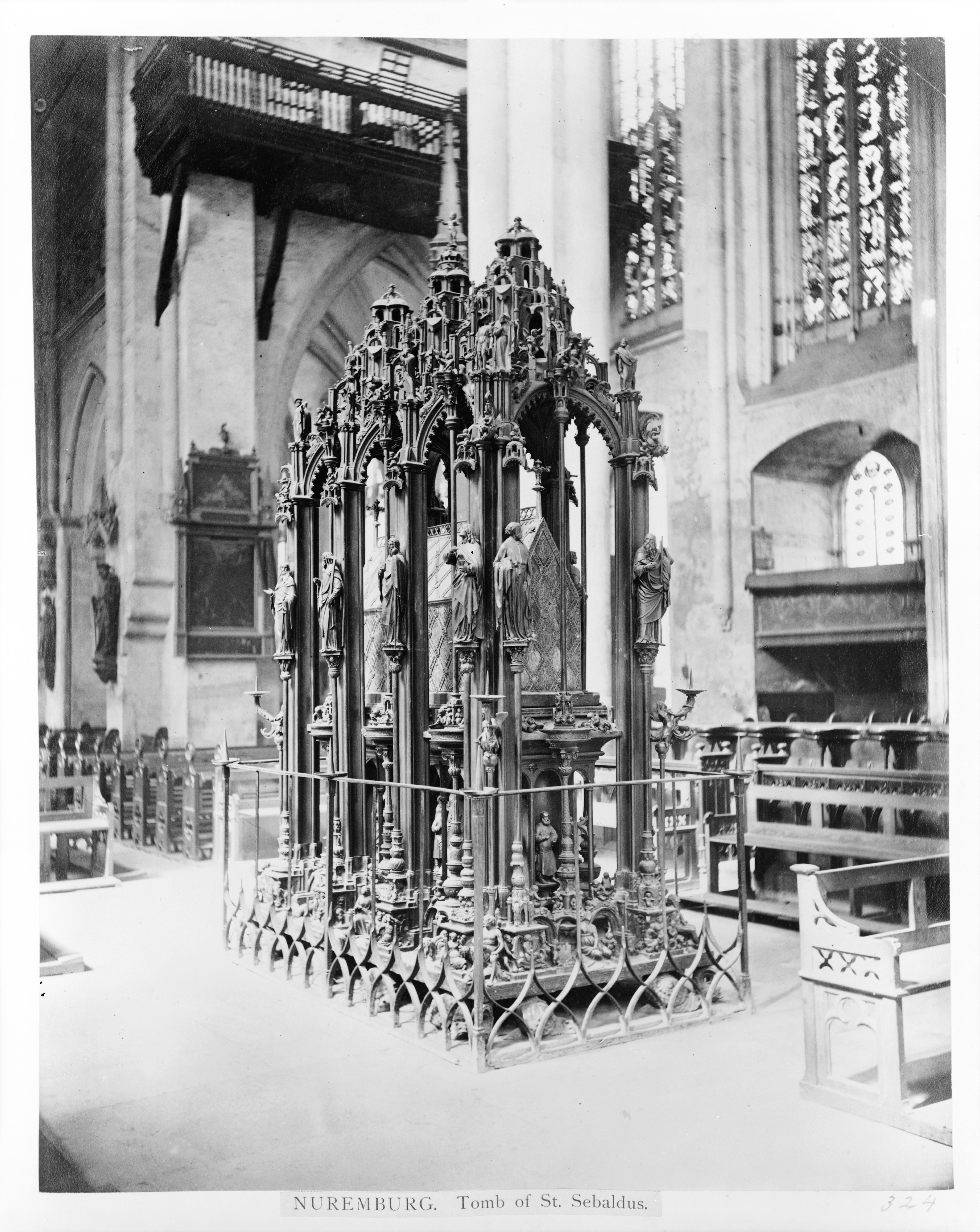
Tombeau de Sébald (entre 1860 et 1890).
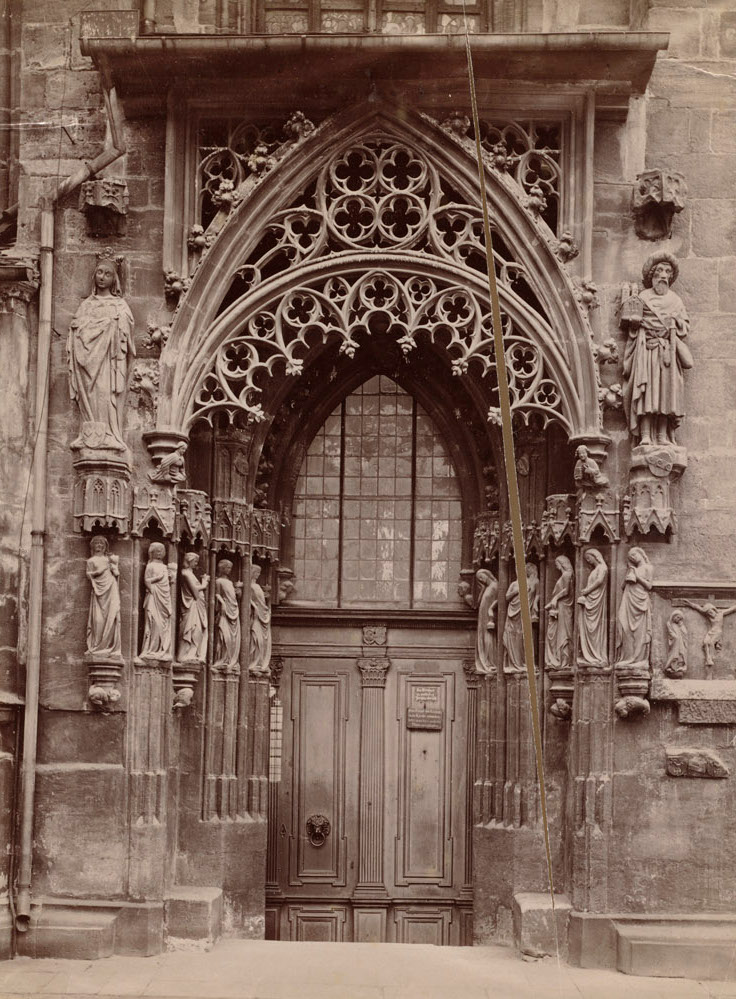
Portail des fiancées (années 1890).
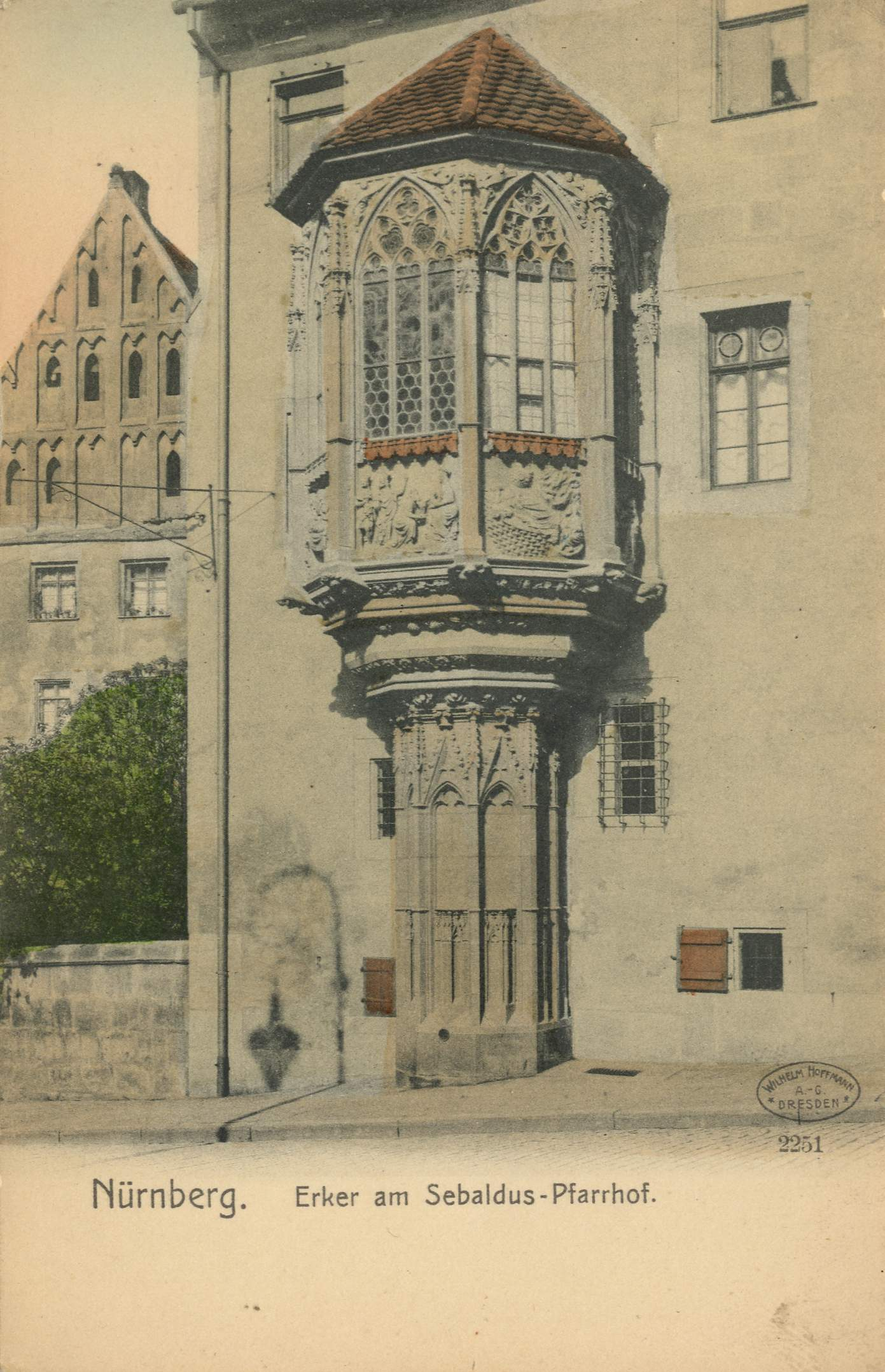
Chörlein du presbytère (vers 1900).